# Стрезская конференция (1935)
Стре́зская конфере́нция (конфере́нция Стре́за) — международная конференция по вопросу о нарушении Германией Версальского мирного договора. Состоялась в апреле 1935 года во дворце Борромео на острове Белла (часть коммуны Стреза) на западном берегу озера Лаго-Маджоре (Италия) с участием премьер-министра Великобритании Джеймса Макдональда, министра иностранных дел Франции Пьера Лаваля и премьер-министра Италии Бенито Муссолини.

## Описание
Конференция явилась следствием непосредственной реакции Англии, Франции и Италии на восстановление Гитлером в Германии всеобщей воинской повинности, что являлось грубым нарушением обязательств, взятых на себя Германией по Версальскому мирному договору. Франция, в своих усилиях по созданию системы «коллективной безопасности», Англия, стремившаяся избежать слишком высоких расходов на довооружение и отвратить возможную войну в первую очередь дипломатическими манёврами («политика умиротворения»), и фашистская Италия, встревоженная усилением германского влияния в Дунайском регионе, подтвердили предусмотренные Лигой Наций и направленные против Германии санкции в случае агрессии с её стороны.
«Фронт Стрезы» развалился уже в год его создания в результате подписания англо-германского морского соглашения и нападения Италии на Абиссинию, которое было осуждено Лигой Наций, но поддержано Гитлером.